# Assemblée nationale (Togo)
Pour les autres articles nationaux ou selon les autres juridictions, voir Assemblée nationale.
Ire législature de la Ve République
Nouveau siège de l'Assemblée nationale
L'Assemblée nationale est la chambre basse du parlement du Togo. Elle est composée de 113 membres élus au scrutin proportionnel plurinominal pour un mandat de six ans.
Jusqu'en 2025, elle est de facto une chambre monocamérale puisque le Sénat, prévu par la révision de 2002 de la Constitution de 1992, n'est pas établi.

## Système électoral
L'Assemblée nationale est composée de 113 sièges dont les membres sont élus pour six ans au scrutin proportionnel plurinominal de liste dans trente neuf circonscriptions de 2 à 8 sièges chacune. Le scrutin se tient avec des listes fermées comprenant deux fois plus de candidats que de sièges à pourvoir, et les résultats en voix conduisent à une répartition des sièges sans seuil électoral, selon la méthode du plus fort reste. Depuis 2018, la parité homme-femme est obligatoire au sein les listes des partis,.
À la suite de la révision constitutionnelle de 2019 le mandat des députés passe de cinq à six ans renouvelable deux fois. Ce changement devient effectif à compter des élections législatives de 2024. La prise en compte de l'évolution démographique du pays en amont de ces dernières entraine un redécoupage des circonscriptions électorales. Le total des sièges, auparavant de 91, passe ainsi à 113.

## Liste des présidents
| Nom                       | Début            | Fin              |
| ------------------------- | ---------------- | ---------------- |
| Jonathan Savi De Tove     | 18 avril 1961    | 13 janvier 1963  |
| Barthélémy Lamboni        | 5 mai 1963       | 13 janvier 1967  |
| Georges Adedo Amah        | 12 janvier 1980  | 24 mars 1985     |
| Mawupé Valentin Vovor     | 1985             | 1988             |
| Messan Acouetey           | 1988             | juillet 1991     |
| Fanoko Philipe Kpodzro    | 20 août 1991     | 8 février 1994   |
| Dahuku Péré               | 23 juin 1994     | 21 mars 1999     |
| Agbéyomé Kodjo            | 22 juin 1999     | 29 août 2000     |
| Fambaré Ouattara Natchaba | 3 septembre 2000 | 5 février 2005   |
| Faure Gnassingbé          | 6 février 2005   | 24 février 2005  |
| Abbas Bonfoh              | 24 février 2005  | 25 août 2013     |
| Dama Dramani              | 3 août 2013      | 20 décembre 2018 |
| Yawa Djigbodi Tségan      | 23 janvier 2019  | 14 juin 2024     |
| Kodjo Adedze              | 14 juin 2024     | en cours         |